# Charles Alexis Vandenberg
Charles Alexis Vandenberg (Antibes, 20 de gener de 1858-14 de gener de 1942) fou un oficial francès de carrera, general de divisió comandant de cos d'exèrcit, Gran-creu de la Legió d'honor, que es va distingir al curs de campanyes militars a l'Àfrica del Nord i a Tonquín, així com durant la Primera Guerra Mundial.

## Biografia
Era fill de Alexis Pascal Vandenberg, Sots-tinen natiu de Phalsbourg i de Virginie Roubion, fille d'un maître d'hotel d'Antibes. Va estudiar als liceus de e Chambéry i Rouen i als 18 anys va entrar a l'escola militar de Saint Cyr. Va començar la seva carrera com a sotstinent el 1878, acabat sent coronel el 1913 amb 55 anys.
Cridat de nou al servei l'agost de 1914 al esclatar la Primera Guerra Mundial, fou ascendit a general de brigada el desembre de 1914. Greument ferit el març de 1915 als Dardanels va restar apartat mentre es guaria fins al setembre de 1915. El 1916 va participar en la campanya del Somme on va fer amistat amb els generals Foch i Weygand. El març de 1917 fou ascendit a general de divisió. Va tenir el comandament del X Cos d'Exèrcit amb el que va aconseguir les victòries de 1918 i els avanços francesos. El X Cos estava a Bruyères, als Vosgos, quan va arribar l'armistici de l'11 de novembre al que va seguir l'ocupació d'Alsàcia.
Instal·lat à Barr, a Villa Simon, rue de la Poste, el general va conduir als seus homes a Estrasburg per servir d'escorta als caps de l'exèrcit francès. Va rebre les insígnies de gran oficial de la Legió d'Honor a finals de novembre de 1918. Durant els 10 mesos que va restar a Barr es va guanyar la simpatia de la població i el consell municipal va decidir canviar el nom del Carrer de Correus (Rue de la Poste) on residia el general (l'antiga Bitzenweg) per «rue du Général Vandenberg» que encara conserva (durant l'ocupació alemanya de 1939 a 1945 es va dir «Martin Feuerstein Strassen»). Va agafar el retir definitiu i es va traslladar a Antibes on es va dedicar al estudi i a fer actes de caritat.
Va acceptar ser governador de l'estat del Gran Líban (1924-1925), nomenat pel Alt Comissionat General Weygand que l'admirava profundament, substituint en el càrrec (27 de juny de 1924) a Antoine Privat-Aubouard. Quan Weygand va deixar el càrrec d'alt comissionat el novembre de 1924, Vandenberg va tornar a França el 13 de gener de 1925 i el va substituir interinament Léon Henri Charles Cayla, que després fou confirmat en el càrrec quan Vandenberg va decidir no retornar.
La seva vista estava cada cop pitjor i es va quedar cec. Va morir el 1942 als 84 anys.

## Condecoracions

### Condecoracions franceses
- Legió d'Honor :
  - Cavaller - 9 de juliol de 1892
  - Oficial - 12 de juliol de 1910
  - Comandant - 25 de febrer de 1916
  - Gran oficial - 28 de setembre de 1918
  - Gran-creu - 17 d'agost de 1927
- Condecora commemorativa de l'expedició del Tonquín
- Creu de guerra 1914-1918 amb palma
- Condecora interaliada 1914-1918

### Ordres colonials
- Oficial de l'Ordre reial de Cambodja
- Oficial de l'Ordre del Dragó d'Annam

### Condecoracions estrangeres
- Medalla de Serveis Distingits, Estats Units
- Cavaller Comandant de l'Ordre de Sant Miquel i Sant Jordi, Regne Unit

### Homenatges
- Existeix un carrer del General Vandenberg a Antibes, la seva ciutat natal, així com a Barr on, com a comandant del 10e cos d'exèrcit, es trobava el 1918.
- Una placa ha estat fixada per la Ciutat d'Antibes en la casa natal del General Charles Alexis Vandenberg, al carrer James Close, a Antibes.